# Infinity (canção de Mariah Carey)
"Infinity" é uma canção gravada pela cantora e compositora norte-americana Mariah Carey. Composta pela artista com o auxílio de Eric Hudson, Priscilla Renea, Taylor Parks e Ilsey Juber, com a produção e arranjos ficando encarregue aos dois primeiros, foi lançada a partir de 27 de Abril de 2015 como o primeiro e único single do quinto álbum de compilação da cantora, #1 to Infinity (2015), através da editora discográfica Epic Records, marcando assim o lançamento de estreia da artista nessa editora, após ter assinado um contrato discográfico de vários álbuns no início de 2015, e o primeiro lançamento da artista a ser distribuído pela empresa fonográfica Sony Music Entertainment desde o seu sétimo álbum de estúdio, Rainbow (1999).
O seu vídeo musical será filmado nos finais de Abril e meados de Maio de 2015, sob direcção artística do realizador norte-americano Brett Ratner. A música foi inclusa no alinhamento de faixas da série de concertos de residência que a cantora irá apresentar no The Colosseum no hotel Caesars Palace na cidade de Las Vegas, Nevada.

## Antecedentes e lançamento
Em Maio de 2014, foi lançado o décimo quarto trabalho de estúdio de Carey, intitulado Me. I Am Mariah... The Elusive Chanteuse, que estreou no terceiro posto da tabela musical Billboard 200 e no primeiro da Top R&B/Hip-Hop Albums, registando um total de aproximadamente 58 mil exemplares comercializados durante a sua primeira semana de disponibilidade nos mercados musicais nacionais. "#Beautiful" (2013), com participação do cantor Miguel, foi o single mais bem-sucedido do disco, alcançando o seu pico na décima quinta posição da Billboard Hot 100 e recebendo o certificado de disco de platina pela Recording Industry Association of America (RIAA) após vender mais de 1 milhão de cópias nos EUA. Os restantes singles, "The Art of Letting Go", "You're Mine (Eternal)", e "You Don't Know What Do", este último com participação do rapper Wale e lançada apenas para as principais estações de rádio urban contemporary e rhythmic contemporary, não conseguiram alcançar um desempenho comercial favorável, contribuindo assim para o fraco desempenho comercial do álbum, que conseguiu comercializar apenas um acumulado de 117 mil unidades até Dezembro de 2014, tornando-se no primeiro álbum de estúdio com tema não-festivo da artista a não receber um certificado de vendas pela RIAA. Devido ao desempenho não-favorável do álbum, o contrato discográfico da cantora com a editora discográfica Island Records acabou não sendo renovado, dando assim término à parceria de Carey com a empresa proprietária da Island, a Island Def Jam Group Recordings, que é subsidiária da Universal Music Publishing Group.
| “ | Às vezes um artista — e neste caso específico da Mariah, uma artista com quem trabalhei por dez anos — faz um álbum incrível que simplesmente não conecta com o público. É claro que isso é bastante desapontante, mas seria impossível apontar isso minimamente a apenas uma coisa. Eu desfrutei de um sucesso incrível com Mariah e muitos daqueles êxitos e álbuns fizeram história na Billboard. Mas este último lançamento simplesmente não conseguiu atravessar. | ” |
|   | — Steve Bartels, director executivo da Island Def Jam Group Recordings, a explicar o motivo das vendas baixas de Me. I Am Mariah... The Elusive Chanteuse. |   |

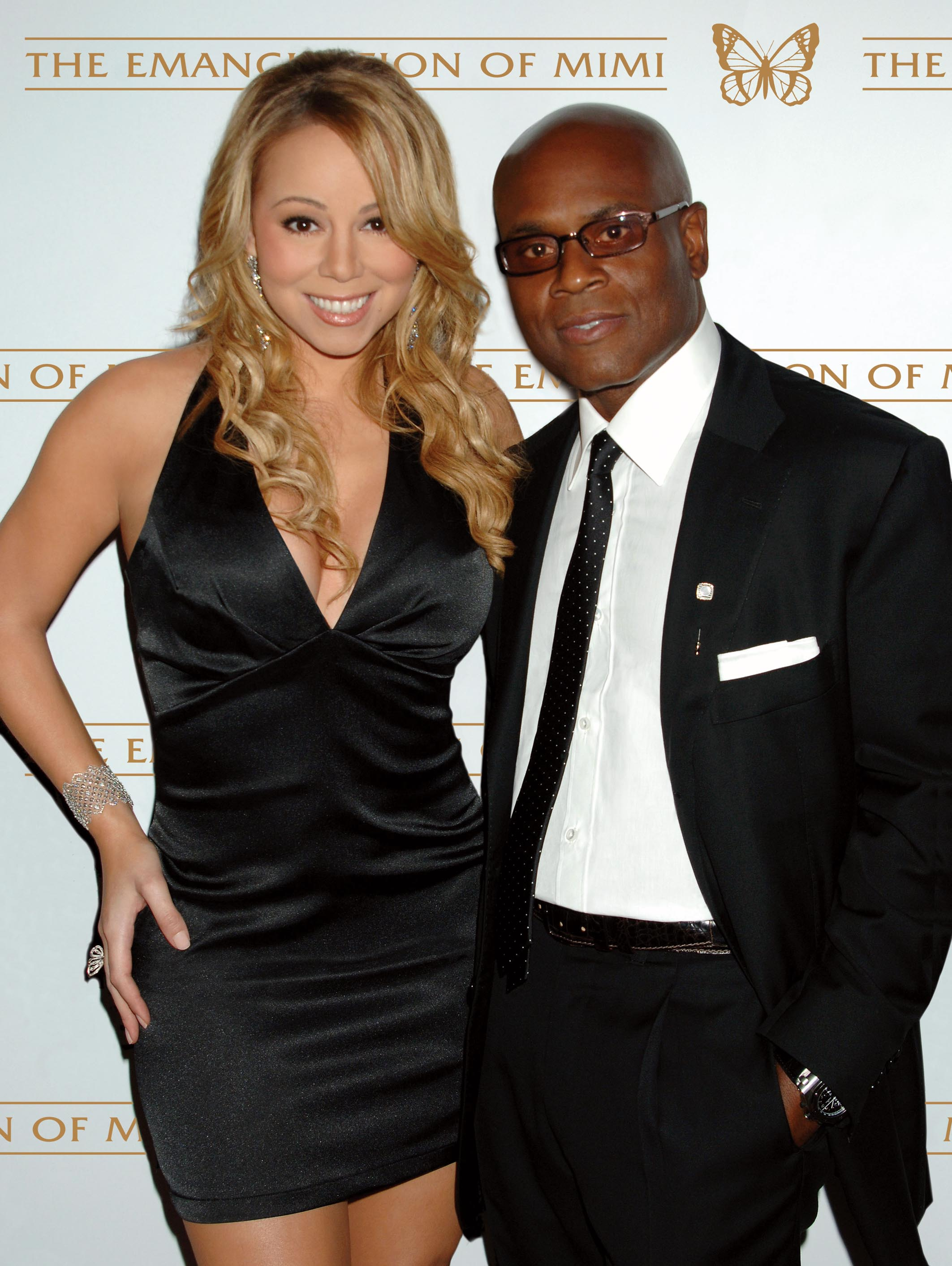
Carey (esquerda) tomou a decisão de assinar um novo contrato discográfico com a distribuidora fonográfica Sony Music Entertainment para que pudesse voltar a juntar-se ao empresário L.A. Reid (direita), que foi o responsável por renovar a sua imagem no mercado musical em 2005 com o lançamento do álbum The Emancipation of Mimi.

Em Janeiro de 2015, foi especulado que Carey estaria a assinar um novo contrato discográfico, desta vez com a distribuidora fonográfica Epic Records, após ter manifestado por várias vezes um desejo grande de reunir-se ao executivo L.A. Reid e com a Sony Music em geral. Isto foi confirmado apenas três meses depois. Reid, que foi o presidente da Island Def Jam Recordings desde Fevereiro de 2004 até Março de 2011, foi o responsável por ajudar a renovar a imagem de Carey através do lançamento do seu décimo álbum de estúdio, The Emancipation of Mimi (2005), que lhe trouxe de volta ao mercado comercial, vendendo doze milhões de cópias no mundo inteiro e recebendo o certificado de disco de platina pela RIAA por seis vezes pela expedição de seis milhões de exemplares, marcando assim uma melhoria total após os fracassos que foram os seus lançamentos anteriores, Glitter (2001) e Charmbracelet (2002). Não obstante, Joey Arbagey, que trabalhou como o director criativo de The Emancipation of Mimi, era naquele momento um executivo de A&R na editora Epic Records, e Doug Morris, que ajudou Carey a assinar o seu contrato com a Island Def Jam Group Recordings em 2003, era naquele momento o director executivo da Sony Music Entertainment. Além disso, Carey também despediu os seus publicistas anteriores e o seu gerente, Cindy Berger. "Nós passamos por muito juntas, e eu tenho um apreço pessoal bastante profundo por ela. Mas este foi o momento certo", afirmou ela, antes de contratar Laura Swanson, da Epic Records. Contudo, tal como o acontecido quando a cantora assinou o seu contrato discográfico no valor de USD 100 milhões com a Virgin Records no início da década de 2000, este novo contrato também foi estabelecido no meio de revoltas e tumultos. Foi revelado que a artista havia procurado por outras editoras discográficas, contudo, a Sony foi a única que esteve disposta a assinar um contrato com ela, muito mais pelo facto de Carey já ter previamente assinado um contrato com a distribuidora no passado, no momento em que Tommy Mottola era ainda o presidente, e também porque Reid era o actual presidente da Epic Records, que é uma subsidiária da Sony Music Entertainment. "A Sony foi o único negócio que estava disponível, e acabou saindo muito pior do que ela [Carey] esperava. Carey pediu um adiantamento de USD 3 milhões; não conseguiu", declarou à imprensa um informante anónimo que trabalha na empresa. Donald Passman, o gerente de Carey, não fez nenhum tipo de declarações acerca do assunto, bem como os publicistas Brian Sher e Stella Bulochnikov.
A 15 de Janeiro de 2015, foi anunciado por Carey durante uma entrevista no programa de televisão The Ellen DeGeneres Show que ela iria realizar um concerto de residência no The Colosseum no hotel Caesars Palace na cidade de Las Vegas, Nevada. "Eu tenho que acreditar que os fãs irão gostar disto porque eu irei cantar, algo que foi meio que inspirado pelo meu álbum #1's [1998], e esta é agora a versão actualizada com os dezoito [singles números um]", afirmou a artista, que é a artista a solo com a maior quantidade de canções no número um dos EUA. De modo a ajudar a promover e divulgar o concerto da artista, os executivos da Epic tomaram a decisão de lançar um álbum de compilação que iria reunir todos os dezoito singles da cantora que alcançaram o primeiro posto da Hot 100 norte-americana e ainda "espera-se que contenha actualizações e possíveis duetos das suas canções clássicas". Além disso, ela revelou também que este álbum iria apresentar novo material, pois sentiu que ao não incluir novo material seria uma traição aos seus fãs. "Voltar a ver estas canções para o concerto, trabalhar na compilação actualizada e criar novas músicas realmente permitiu-me reconectar-me às minhas canções, e eu espero que os meus fãs desfrutem desta experiência."
| “ | Eu não poderia estar mais emocionado por estar a trabalhar novamente com Mariah. Não há mesmo ninguém que sequer chega perto de Mariah quer como cantora tanto como compositora, e como o mundo inteiro sabe, o seu alcance vocal é lendário e verdadeiramente incomparável. A sua música é indelevelmente infundida na nossa cultura, e ela já quebrou tantos recordes nas tabelas [musicais] que agora está firmemente impregnada em livros de História. Com uma base de fãs feroz e leal que cobre cada canto do globo, eu não tenho nem sequer uma réstia de dúvida de que Mariah irá conseguir fazê-lo de novo. | ” |
|   | — L.A. Reid dando as suas considerações sobre voltar a trabalhar com Carey.. |   |

Na manhã de 9 de Abril de 2015, Carey publicou uma mensagem no Twitter que levou o público a especular que uma nova canção intitulada "Infinity" seria lançada como um single do álbum: "Trabalhe duro, jogue duro #WeBelongTogether #Infinity @LA_Reid @Chamberprny". Intitulado #1 to Infinity (2015), o alinhamento de faixas do álbum foi revelado a 13 de Abril de 2015 e contém os dezoito singles da cantora que alcançaram a primeira colocação da Hot 100 e ainda uma faixa inédita, cujo título era "Infinity". Havia sido confirmado que esta nova faixa seria lançada como o único single para antecipar e ajudar a divulgar o álbum, que é a segunda coleção de números um de Carey, após #1's. A sua capa foi lançada a 26 de Abril de 2015 através do aplicativo para telemóveis Shazam, após a cantora ter apelado aos fãs para que pesquisassem por canções suas para que ela pudesse revelar a capa com antecedência. Ela apresenta a artista sorrindo e olhando para a esquerda com enormes brincos triangulares de diamante em ambas orelhas e cabelos longos que alcançam além dos seus ombros. Ela usa um vestido preto curto que revela o decote e está posicionada na parte direita da capa, sendo que na outra parte, centralizado no canto superior, vem uma inscrição a preto que lê "Infinity", escrito à letra da mão e acompanhado por uma borboleta logo após. Abaixo disso, vem uma outra inscrição a branco e em letras maiúsculas que lê "Mariah Carey". A imagem da artista foi descrita por Mike Wass, do blogue Idolator, como "tipicamente encantadora em conjunto preto, revelador-de-decote, que ela acentua com diamantes de diamante gigantes e um cabelo fabuloso esvoaçante. Eu particularmente adoro como ela está a olhar para o vazio, presumivelmente julgando proprietários anteriores."
"Infinity" foi lançado pela Epic Records a 27 de Abril de 2015 e distribuído pela Sony Music Entertainment como o primeiro e único single de #1 to Infinity, marcando o lançamento de estreia da artista na Epic e ainda o primeiro lançamento da artista a ser distribuído pela Sony desde o álbum Rainbow (1999).

## Estrutura musical e conteúdo
"Infinity" é uma canção escrita e composta por Carey com o auxílio de Eric Hudson, Priscilla Renea, Taylor Parks e Ilsey Juber. Carey e Hudson ficaram a cargo da produção e arranjos. A canção foi gravada sob supervisão de Jordan Stilwell e assistência de Tito JustMusic, tendo sido mais logo entregue a Phil Tan para que desse conta da mixagem, e posteriormente a Herb Powers Jr., que foi o responsável pela masterização de áudio. Musicalmente, "Infinity" pode ser considerada uma obra predominantemente de rhythm and blues (R&B) que vai incorporando fortemente alguns elementos de música pop e contém influências de swing e soul na sua produção. A sua instrumentação, que foi engendrada por Hudson, consiste essencialmente de um violino, que é tocado por Peter Lee Johnson, bateria por Andrew Clifton, e baixo, guitarra, teclado e piano, todos estes últimos sendo tocados por Hudson. A sua instrumentação foi apontada por resenhistas como reminiscente à década de 1990.

## Divulgação
Um vídeo que apresenta as letras da canção foi publicado no portal Vevo oficial da artista a 26 de Abril de 2015. Foi anunciado logo após os rumores sobre o lançamento de "Infinity" que o seu vídeo musical já havia sido filmado sob a direcção de Brett Ratner, que vem trabalhando frequentemente com a artista desde o teledisco para "I Still Believe" (1998).
No dia 5 de Maio de 2015, foi anunciado através de uma conferência de imprensa que Carey iria fazer uma apresentação ao vivo das canções "Emotions" (1991) e "Infinity" na cerimónia dos Billboard Music Awards, que irá ser transmitida em directo do MGM Grand Garden Arena na cidade de Paradise, Nevada, na noite de 17 de Maio seguinte. Essa marca a primeira vez que a artista faz alguma apresentação ao vivo nessa cerimónia de entrega de prémios desde 1998.

## Alinhamento de faixas
| Download digital (#0886445217483) |                              |         |  |
| N.º                               | Título                       | Duração |  |
| 1.                                | "Infinity" (versão do álbum) | 3:59    |  |

## Créditos e pessoal
Os seguintes créditos foram adaptados do encarte do álbum #1 to Infinity (2015):
- Carey, Mariah — composição, produção e arranjos, vocais principais, vocais de apoio
- Clifton, Andrew — bateria
- Garten, Brian — gravação
- Hudson, Eric — composição, instrumentação (baixo, guitarra, teclado, piano), programação
- Johnson, Peter Lee — violino
- Juber, Isley — composição
- Parks, Taylor — composição
- Powers Jr., Herb — masterização
- Prindle, Julian — gravação
- Renea, Priscilla — composição
- Rivera, Daniela — engenharia acústica
  - Bott, Tristan — assistência
  - Larson, Matts E. — assistência
  - Wood, Brandom — assistência
- Stilwell, Jordan — gravação
- Tan, Phil — mixagem
- Tito JustMusic — gravação
- Qualls, Lawrence — bateria

## Desempenho nas tabelas musicais
Durante a sua primeira semana de disponibilização e comercialização no Reino Unido, "Infinity" foi a septuagésima sétima canção mais vendida em lojas digitais e a septuagésima nona mais vendida no geral naquele território, de acordo com a publicação de 9 de Maio de 2015 da The Official Charts Company (OCC). Além disso, estreou também na vigésima sétima posição da UK R&B Chart. Nos Estados Unidos, a sua actividade em redes sociais, inclusive o Twitter, juntou um acumulado de 108 milhões de menções e publicações, fazendo com que a música estreasse no terceiro posto da tabela Twitter Top Tracks. Na mesma semana, estreou no número 82 da tabela Billboard Hot 100 com um acumulado de 26 mil unidades comercializadas durante a sua primeira semana de lançamento, o que faz de "Infinity" a sua quadragésima sétima canção a estrear nessa tabela. Todavia, a canção abandonou a tabela na semana seguinte, conseguindo entrar na Adult R&B Songs na posição 26, após a sua estreia nas principais estações de rádio rhythmic contemporary, mas acabou caindo para a vigésima sétima colocação da Twitter Top Tracks.
Em território europeu, fez a sua estreia dentro das vinte melhores posições na Espanha e também nas trinta melhores posições na Hungria, contudo, não teve um desempenho tão favorável na França, onde estreou no número 85 da tabela de singles nacional. "Infinity" tornou-se no single com a posição de estreia mais alta de Carey na Espanha desde "All I Want For Christmas Is You" (1994), que alcançou a terceira posição da tabela de singles na publicação de 20 de Dezembro de 2009. Por outro lado, estreou no número 82 na tabela musical Japan Hot 100 em mercado musical japonês durante a sua segunda semana de lançamento.
| País — Tabela musical (2015)                                          | Posição de pico |
| --------------------------------------------------------------------- | --------------- |
| Brasil - Billboard Brasil Hot 100 Airplay                             | 64              |
| Espanha — Productores de Música de España                             | 18              |
| Estados Unidos — Hot 100 (Billboard)                                  | 82              |
| Estados Unidos — Hot Digital Songs (Billboard)                        | 45              |
| Estados Unidos — Hot R&B/Hip-Hop Songs (Billboard)                    | 28              |
| Estados Unidos — Hot R&B/Hip-Hop Digital Songs (Billboard)            | 11              |
| Estados Unidos — Hot R&B Songs (Billboard)                            | 11              |
| Estados Unidos — Adult R&B Songs (Billboard)                          | 26              |
| Estados Unidos — Twitter Top Tracks (Billboard)                       | 3               |
| França — Syndicat National de l'Édition Phonographique                | 85              |
| Hungria — Magyar Hanglemezkiadók Szövetsége                           | 25              |
| Japão — Japan Hot 100 (Billboard)                                     | 82              |
| Reino Unido — UK Singles Download Chart (The Official Charts Company) | 77              |
| Reino Unido — UK R&B Chart (The Official Charts Company)              | 27              |
| Reino Unido — UK Singles Sales Chart (The Official Charts Company)    | 79              |

## Histórico de lançamento
| Região         | Data                | Formato                                       | Distribuidora fonográfica |
| -------------- | ------------------- | --------------------------------------------- | ------------------------- |
| África do Sul  | 27 de Abril de 2015 | Download digital                              | Sony Music Entertainment  |
| Alemanha       | 27 de Abril de 2015 | Download digital                              | Sony Music Entertainment  |
| Brasil         | 27 de Abril de 2015 | Download digital                              | Sony Music Entertainment  |
| Canadá         | 27 de Abril de 2015 | Download digital                              | Sony Music Entertainment  |
| Espanha        | 27 de Abril de 2015 | Download digital                              | Sony Music Entertainment  |
| Estados Unidos | 27 de Abril de 2015 | Download digital                              | Sony Music Entertainment  |
| França         | 27 de Abril de 2015 | Download digital                              | Sony Music Entertainment  |
| Índia          | 27 de Abril de 2015 | Download digital                              | Sony Music Entertainment  |
| Itália         | 27 de Abril de 2015 | Download digital                              | Sony Music Entertainment  |
| Japão          | 27 de Abril de 2015 | Download digital                              | Sony Music Entertainment  |
| Portugal       | 27 de Abril de 2015 | Download digital                              | Sony Music Entertainment  |
| Reino Unido    | 27 de Abril de 2015 | Download digital                              | Sony Music Entertainment  |
| Itália         | 1 de Maio de 2015   | Airplay                                       | Epic Records              |
| Estados Unidos | 5 de Maio de 2015   | Contemporary hit radio, rhythmic contemporary | Epic Records              |